# +TIPs
Mikrotubuli-Plus-Ende bindende Proteine (+TIPs) sind eine Untergruppe der Mikrotubuli-assoziierten Proteine (MAPs) und beeinflussen zelluläre Strukturen von Mikrotubuli. An wachsenden Mikrotubuli-Enden entstehen Anlagerungspunkte für diese große Gruppe von Proteinen. Sie binden ausschließlich an wachsende Mikrotubuli-Enden und verlinken diese mit zellulären Strukturen.

## Aufbau
+TIPs sind aus mehreren Proteindomänen und/oder Untereinheiten aufgebaut und variieren in ihrer Größe von einigen hundert bis hin zu tausenden Aminosäuren. Das zuerst entdeckte +TIP-Protein war CLIP1, ein Protein, das zytoplasmatische Verbindungen herstellt. In Experimenten mit Zeitrafferaufnahmen fiel es durch fluoreszierende Linien vom Zentrum der Zelle nach außen auf. Im Verlauf zahlreicher anschließender Studien wurden mehr als 20 verschiedene +TIP-Familien identifiziert. Sie können membrangebunden, im Zytoplasma oder als Motorproteine vorkommen und werden aufgrund ihrer Strukturen in verschiedene Klassen eingeteilt. Weiterhin existieren +TIP-Proteine, die keiner dieser Klassen zugeordnet werden können. Ihre speziellen Strukturen ermöglichen es den +TIPs, mit anderen Einheiten zu interagieren, manche +TIPs kombinieren auch Eigenschaften mehrerer Klassen.

## Funktion
+TIPs sind in der Zelle verantwortlich für den Aufbau und die Regulation der Interaktion von Mikrotubuli und zellulären Strukturen wie Vesikel, Actinfilamente, Kinetochoren und Zellmembran. Sie können gegenseitig ihre Aktivität beeinflussen, Bindungsaffinitäten verstärken und abschwächen sowie Bestandteil eines größeren Proteinkomplexes sein, beispielsweise eines Motorproteins.

## Einteilung
Je nach Aufgabe des jeweiligen +TIP-Proteins variiert der Aufbau. Die meisten +TIPs können demnach in verschiedene Klassen eingeteilt werden, jedoch existieren auch einige, die aufgrund kombinierter Eigenschaften mehrerer Klassen nicht eindeutig zugeteilt werden können. Neben EB-Proteinen, die an die Enden der Mikrotubuli binden und so das Netzwerk aus Protein-Protein-Interaktionen aufbauen und erhalten, existieren noch weitere +TIP-Proteine. +TIPs mit CAP-Gly Domäne, mit SxIP-Motiv und mit TOG Domäne regulieren das Wachstum und die Bindungsaffinitäten anderer +TIPs sowie weiterer Proteine.

## Modelle zur Erkennung der Mikrotubuli-Enden
Thema zahlreicher Forschungsarbeiten ist der Ablauf der Erkennung von wachsenden Mikrotubuli-Enden der +TIPs. In einigen Experimenten wurden +TIPs beobachtet, welche autonom, ohne zusätzliche Faktoren, die Bindungsstelle an den Mikrotubuli fanden. Andere benötigen zusätzliche Proteine, um die wachsenden Enden ausfindig zu machen.
Der genaue Bestandteil in den +TIPs, der die wachsenden Enden registriert, ist noch unbekannt, allerdings wird vermutet, dass die dort enthaltene GTP Cap eine Rolle spielt. Ein weiteres Modell sind autonom suchende +TIPs, die mit Tubulinuntereinheiten co-polymerisieren und so wachsende Enden finden, Experimente ergaben allerdings keine Beweise hierfür. Die meisten +TIPs benötigen Hilfsfaktoren, beispielsweise reisen einige über Mikrotubuli-gebundene EB-Proteine. Andere erkennen komplexe Anbindungsstellen, die Tubulin und EB-Proteine enthalten. Dieses bereits für andere Proteine existierende „search and capture“ Modell (von engl. suchen und einfangen) wurde durch die Entdeckung der +TIPs als essenzielle Verbindungsglieder weiter bestätigt. Das „fast exchange“ Modell (von engl. schneller Austausch) beschreibt eine schnelle Assoziation und Dissoziation von Proteinen an den Mikrotubuli, welches durch Experimente mit iFRAP per Fluoreszenz nachgewiesen wurde. Dieser Wechsel an wachsenden Enden garantiert eine große Anzahl an bindenden Proteinen in kurzer Zeit.